# Bené
Bené, właśc. Benedito Leopoldo da Silva (ur. 28 lutego 1935 w São Paulo, zm. 6 stycznia 2001 w Campinas) − piłkarz brazylijski, występujący na pozycji napastnika.

## Kariera klubowa
Karierę piłkarską Bené rozpoczął w klubie Guarani FC pod koniec lat pięćdziesiątych. W latach 1961–1971 (z przerwą na grę w XV de Piracicaba i Pauliscie Jundiaí) Bené występował w São Paulo FC. Z São Paulo dwukrotnie zdobył mistrzostwo stanu São Paulo – Campeonato Paulista w 1970 i 1971 roku. W barwach São Paulo FC wystąpił w 264 spotkaniach i 67 bramek.

## Kariera reprezentacyjna
W reprezentacji Brazylii Bené zadebiutował 24 kwietnia 1962 w wygranym 4-0 meczu z reprezentacją Paragwaju w Copa Oswaldo Cruz 1962. Był to jego jedyny mecz w reprezentacji.